# 菲利普·翁内斯
菲利普·翁内斯（法語：Philippe Omnès，1960年8月6日—），法国男子击剑运动员。他曾获得1992年夏季奥运会击剑比赛男子花剑个人金牌和1984年夏季奥运会男子花剑团体铜牌。